# Aykin Tolepbergen
Aykin Tolepbergen (en kazajo: Айкын Толепберген; Almaty, Kazajistán, 10 de febrero de 1982) es un cantante kazajo que saltó a la popularidad después de haber quedado en noveno lugar en el reality show Superstar KZ, la versión kazaja de Pop Idol, que es presentada por Perviy Kanal Evraziya. En 2006, Aykin ha sido en el estudio grabando canciones para su primer CD, que ya ha publicado su primer video musical "Корабли" que fue filmado en el centro de Kuala Lumpur, Malasia.
Aykin vive con su madre Gulzada; Nurtan su padre; Aydyn su hermano y su hermana Gaukhar.
Influencias musicales: Boyz II Men, India  y Jennifer Lopez.
Actores favoritos: Jennifer Lopez, Marilyn Monroe y Nicole Kidman.

## Biografía
Ayqin Tölepbergen nació en Almaty en 1982, en el seno de una familia cuyo padre era periodista y su madre contable. Durante su infancia, gracias a su madre, Ayqin descubrió a uno de los grupos más influyentes durante la década de los ochenta, Modern Talking, que sería una de sus principales influencias musicales. Posteriormente, el joven Ayqin, descubre a otro de sus cantantes favoritos, Michael Jackson del cual se convierte en un fan incondicional. Aparte de eso, comienza a descubrir la música de otros cantantes como Stevie Wonder y algunos grupos como Boyz II Men. 
Durante su vida académica, Ayqin, no recibió enseñanza artística o musical, debido a que estuvo especializado en todo en el ámbito técnico, pero termina por descubrir, que deseaba dedicarse a la música. Sus primeros pasos los dio como cantante de una orquesta en un restaurante de lujo en Almaty. Posteriormente, llegaría su mayor oportunidad, al presentarse al casting de Superstar.kz, versión kazaja de Operación triunfo emitida por Perviy Kanal Evraziya. Finalmente, Ayqin, se clasificó para entrar en la academia, donde una vez dentro, sorprendió no solo por su voz sino también por sus capacidades vocales, algo que el jurado además del público valoró durante todas las galas que hubo durante el programa. Por esa razón, Ayqin, se clasificó noveno en la final, es decir, entre los diez mejores concursantes. 
Una vez fuera de la academia, Ayqin, de forma instantánea, se convirtió en uno de los cantantes más demandados en el Show business de Kazajistán. Justo después de terminar el programa, el joven cantante entró a formar parte de la productora Starmedia Group, y se embarcó en la grabación de su primer álbum, para el cual, contó con la producción de la prestigiosa compositora, Erika Tastembekova, y de otros colaboradores de renombre, como A.Maklaja, N.Karazhigitova y B.Boranova.
El año 2006, fue un año decisivo para la carrera de Ayqin. Se trata de un año en el que el cantante participó en el festival "New wave" en Jurmala, Letonia, donde recibió el premio especial del esponsor del acontecimiento. Después del regreso de Letonia, su álbum, que fue bautizado con el nombre de "Korabl" se puso a la venta el día 16 de junio y el cantante, se presentó, durante los primeros días de promoción, en las más grandes superficies comerciales de Almaty y Astaná. A finales del año, Ayqin ya había vendido más de 400.000 copias de su disco. 
La mayor parte de los videoclips de los sencillos del primer álbum, fueron grabados fuera de las fronteras de Kazajistán como es el caso "Kak dela" que fue rodado íntegramente en Riga, o "Korabl", sencillo que da título a su álbum, que fue rodado en Kuala Lumpur, Malasia. 
Ayqin, también ha colaborado en a realización de muchos de los temas de su propio álbum, pero también lo ha hecho con otros muchos artistas kazajos, entre los que destaca Dilnaz ahmadieva, con la que grabó el tema "Ja podaryu".
El año 2007 se inició con la publicación de otros dos sencillos, Ubjadishe Cvety y Vremeni reka

## Actuaciones en Superstar.kz
Semifinales:
- Top 12: Can't Help Falling In Love de Elvis Presley.
- Top 11: Где Же Ты? de K-7.
- Top 10: Я Встретил Девушку de Korni.
- Top 9: I Just Called To Say I Love You de Stevie Wonder.

## Discografía
- Korabl 2006

### Recopilatorios
- Zvezdy Kazakhstan 13 2007
- Nashi - Bizdiñ juldızdar 23 2007
- Zvezdy Kazakhstan 11 2007
- Zvezdy Kazakhstan 10 2007
- Nashi - Bizdiñ juldızdar 21 2007
- Nashi - Bizdiñ juldızdar Christmas 2006

### Sencillos
- Ubjadishe cvety 2007
- Vremeni reka 2007
- Korabl 2006
- Kak dela 2006
- B gorode Ljubi 2006